# Wormskioldia
Wormskioldia je rod iz porodice Passifloraceae.
Vrsta iz ovog roda je Wormskioldia biviniana, a za 12 vrsta nije riješen status.